# 米廷根
米廷根是德国巴登-符腾堡州的一个市镇。总面积26.34平方公里，总人口4103人，其中男性2146人，女性1957人（2011年12月31日），人口密度156人/平方公里。